# Alpe Steris

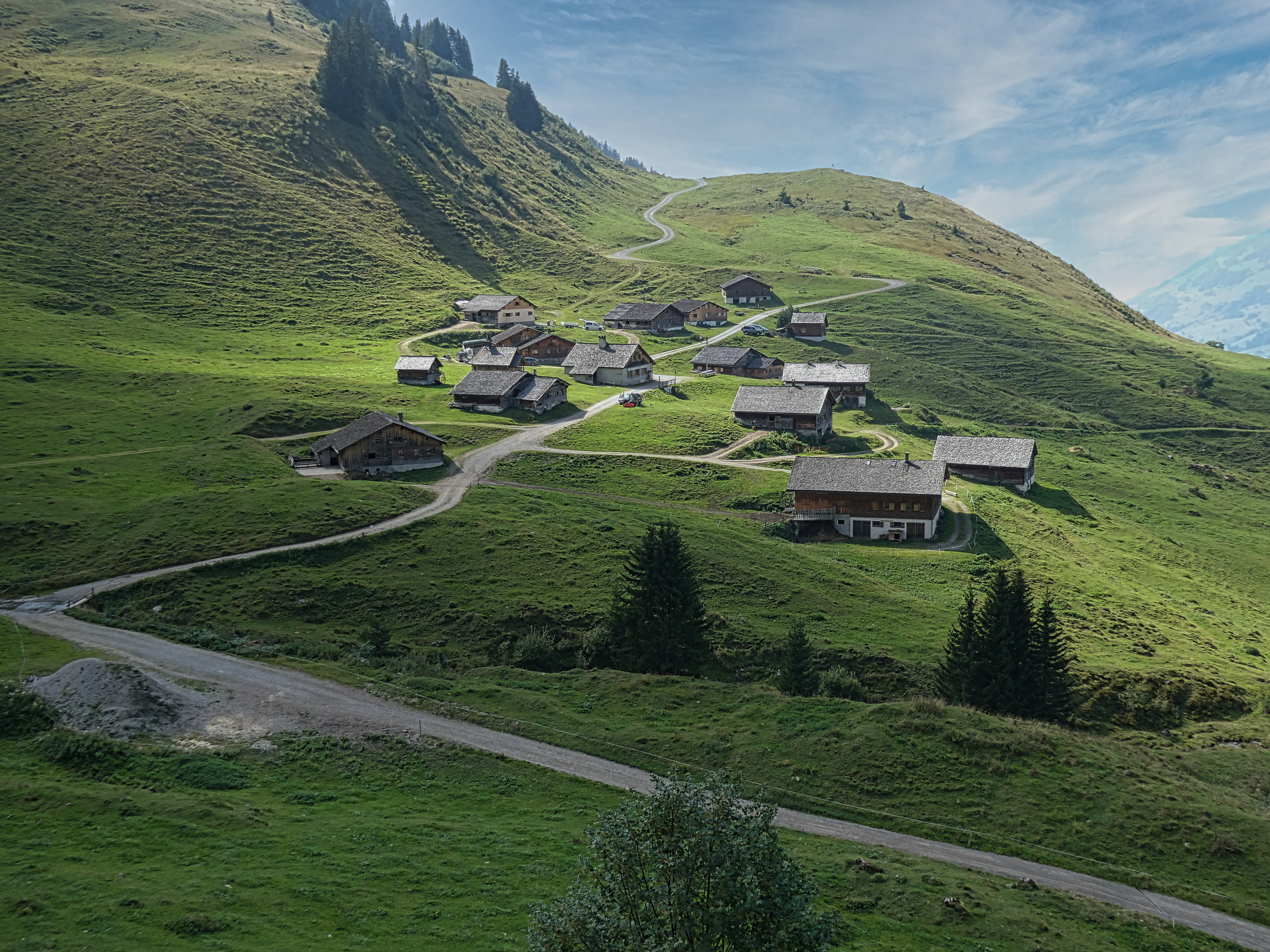
Alpe Steris

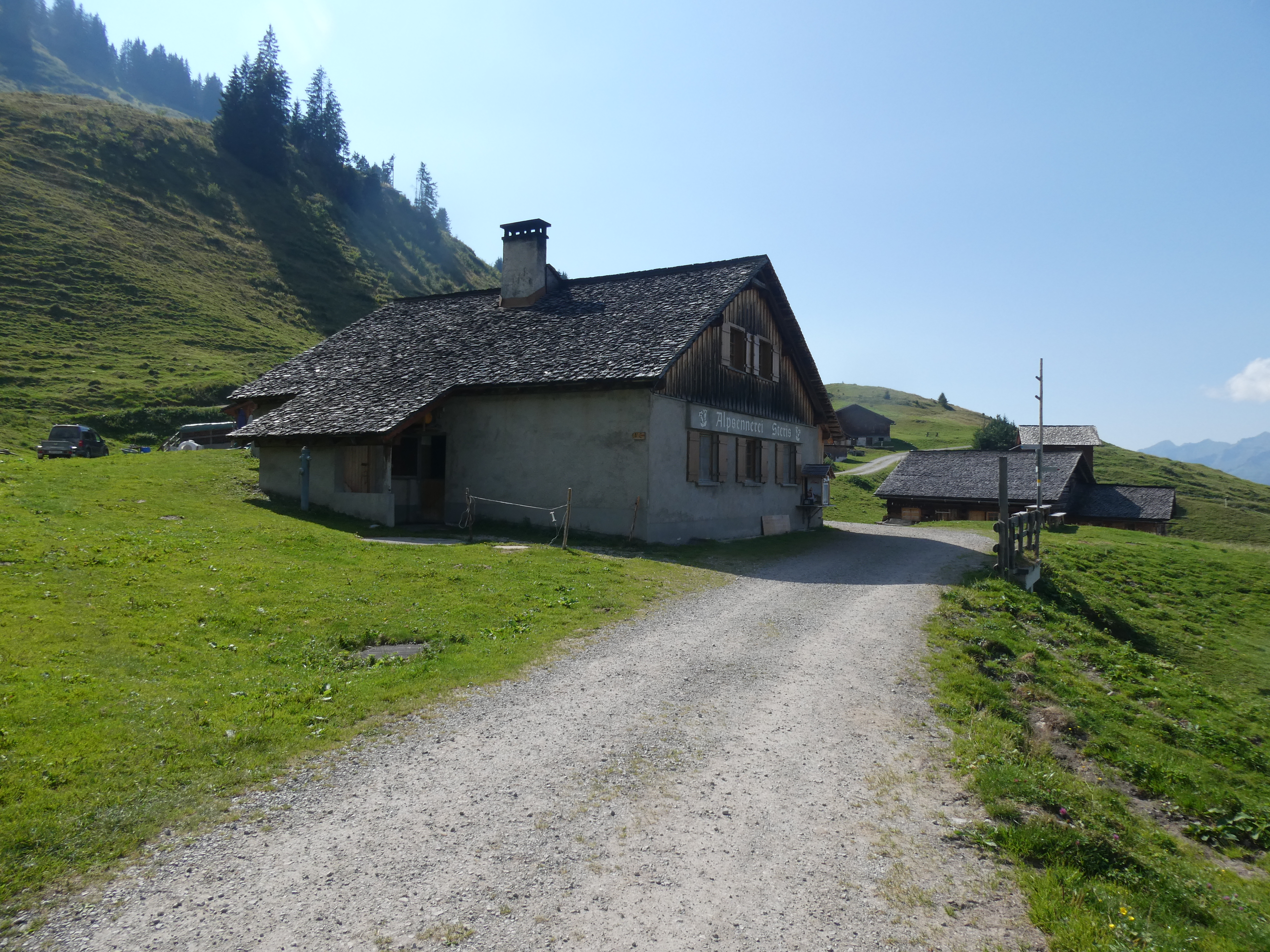
Sennerei

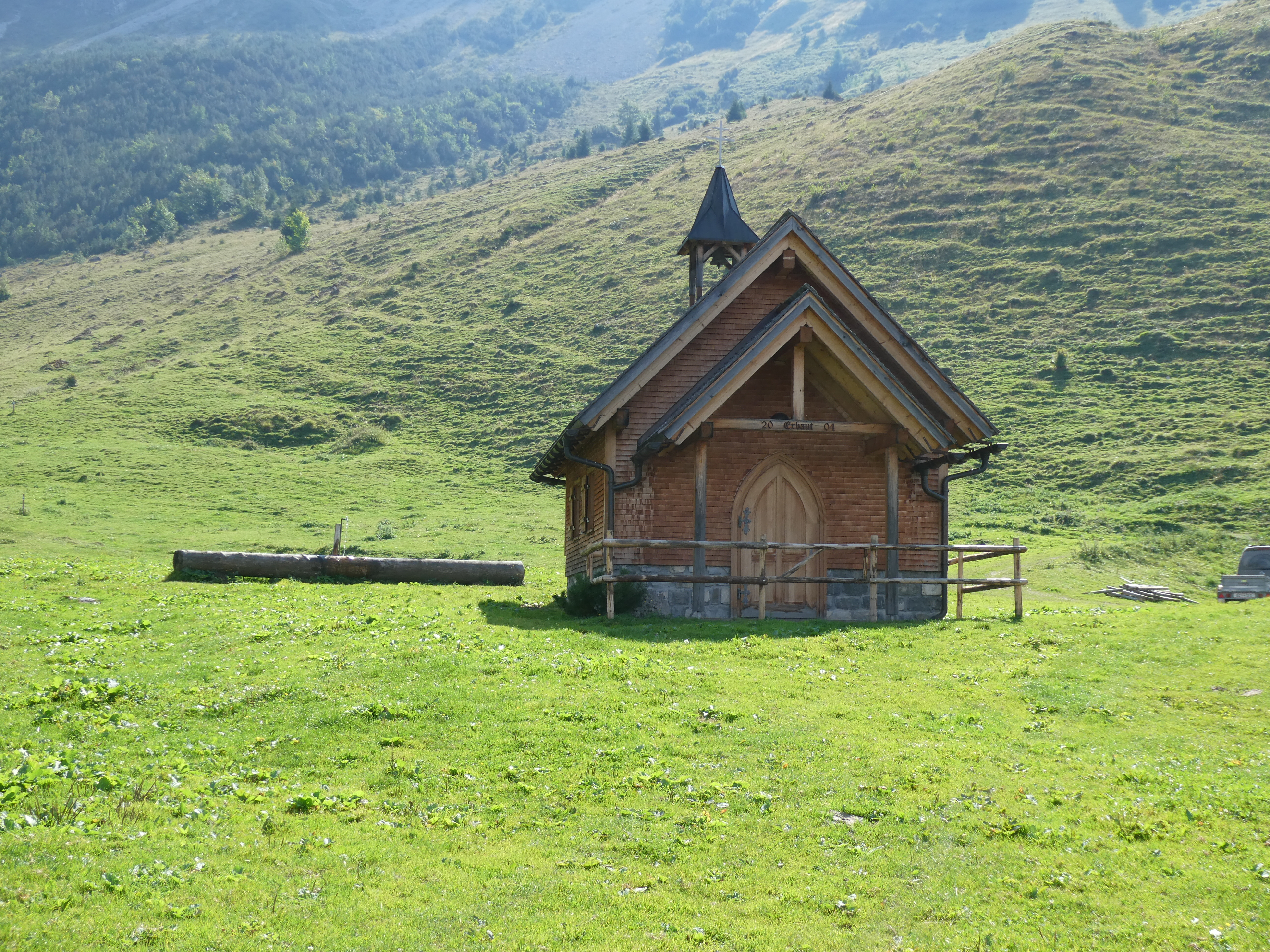
Kapelle zum Hl. Theodul

Die Alpe Steris (auch als Alp Steris oder Sterisalpe bezeichnet) ist eine Sennalpe in Sonntag im Biosphärenpark Großes Walsertal. Sie ist eine der 47 Alpen im Großen Walsertal im österreichischen Bundesland Vorarlberg. Das typische Walser Alpdorf wurde 1356 erstmals urkundlich erwähnt, als es unter den Walsern eine Kuhalpe wurde. Die Alpe wird nach österreichischem Recht als Agrargemeinschaft betrieben. Laut der Liste österreichischer Agrargemeinschaften wird eine Fläche von 332,88 ha bewirtschaftet.

## Lage
Die Alpe liegt auf dem Gemeindegebiet Sonntag etwa zwei Kilometer Luftlinie südlich von der Ortsmitte in einer Höhe von 1460 m ü. A.. Es verläuft ein Wirtschaftsweg von der Faschina Straße in Sonntag über 8,6 Kilometer zur Alpe. Naheliegende Berge sind die Wangspitze (1766 m ü. A.) im Osten und die Kellaspitze (2017 m ü. A.) im Süden. Durch die Alpe fließt der Sterisbach, der im Tal zwischen Sonntag und Garsella in die Lutz mündet.

## Anlage und Bewirtschaftung
Die Anlage umfasst 12 Alphütten, eine Sennerei, eine Jagdhütte und eine Kapelle. Die Weiderechte sind auf die 16 Besitzer aufgeteilt. Einige Hütten werden über den Sommer von Älplern bewohnt und bewirtschaftet. Die jeweiligen Besitzer haben ihre Hütten mit den Stall- und Wohnbereichen dem aktuellen Standard entsprechend saniert, wobei äußerlich die alte Hüttenstruktur, wie Schindeldachdeckung erhalten blieb. Die Alpzeit dauert etwa drei Monate, je nach Witterungslage von Anfang Juni bis Mitte September. Die Melkarbeit wird von den Älpler jeweils in den eigenen Stallungen durchgeführt. Die Milch wird anschließend in der Gemeinschaftssennerei zum ursprungsgeschützen Vorarlberger Alpkäse und zu Alpbutter weiterverarbeitet. Die Vermarktung der Produkte erfolgt teilweise in Eigenregie. Die Gemeinschaftsanlagen, wie Straßen und Wege, Wasser- und Stromversorgung werden von allen Besitzern gemeinschaftlich erhalten.

## Tourismus
Die Alpe ist als Wanderziel in touristischen Angeboten ausgewiesen. In den Sommermonaten wird im Steris Stüble eine Bewirtung angeboten. Der kürzeste Zugang kann von der Bergstation der Seilbahn Sonntag-Stein in zwei Stunden erfolgen. Aus dem Tal kann die Alpe von Sonntag, Garsella oder Marul erwandert werden. Die Gipfel der Berge Breithorn (2081 m ü. A.) und Kellaspitze (2017 m ü. A.) können von der Alpe aus in jeweils zwei Stunden erreicht werden.